# Hygronemobius boreus
Hygronemobius boreus är en insektsart som beskrevs av Desutter-grandcolas 1993. Hygronemobius boreus ingår i släktet Hygronemobius och familjen syrsor. Inga underarter finns listade i Catalogue of Life.